# Kot australijski mist
Australijski mist – rasa kota domowego wyhodowana w Australii.

## Historia
Kontynent australijski jest pozbawiony naturalnych kotów. Obecnie żyjące na nim koty zostały tam przywiezione przez kolonistów z Europy i Azji. Nazwa australijski mist została skrócona przez Australijczyków na OzMist.
Dr Truda Straede wyhodowała tę rasę kotów w 1976 roku. Nowa rasa została zarejestrowana w Royal Agricultural Society Cat Control w Nowej Południowej Walii na początku lat 80. Możliwość uczestnictwa w wystawach i zdobywania tytułów uzyskał australian mist w roku 1986. Pierwszym czempionem tej rasy został kotka Nintu Dardanos w 1988 roku. Koty tej rasy są bardzo popularne w Australii, ale słabo znane poza nią.
W lipcu 1998 roku nastąpił rozłam wśród hodowców tej rasy na:
- Spotted Mist tradycyjne australijskie misty, mające na futerku małe plamki,
- Marbled Mist australijskie misty mające na futerku podłużne pasy, układające się w marmurkowaty wzór.

Aktualnie zwolennicy obu odmian czynią starania o uznanie ich za odrębne rasy. Koty zawdzięczają swój niepowtarzalny wzór na futerku działaniu podwójnego recesywnego genu.

## Wygląd
Misty są genetycznie spokrewnione z kotami:
- burmańskimi (50%), po których odziedziczyły wielkość, budowę i temperament,
- abisyńskimi (25%), które przekazały drobne plamki na futerku, a nierasowe koty domowe – żywotność i przywiązanie do człowieka,
- krótkowłosymi kotami domowymi (25%).

Są to koty o umiarkowanej wielkości, okrągłej główce z dużymi uszami i oczami. Futerko mista jest krótkie i sprężyste. Ogon dosyć gruby, mięsisty. Dopuszcza się wszystkie odmiany barwne, ale najczęściej spotykane kolory futerka to: ciemnobrązowy, czekoladowy, niebieski, liliowy, złocisty. Oczy duże i ekspresywne są we wszystkich odcieniach koloru zielonego. Niepożądane dla tej rasy są wszelkie ekstremalne odchylenia w budowie.
Wadami dyskwalifikującymi dla tej rasy są oczy złote, pomarańczowe i bursztynowe, białe końcówki łap oraz delikatna budowa kości. Koty niebieskookie, choć dopuszczane do wystaw, są oceniane niżej.

## Charakter
Są to zgodne koty, lubiące żyć w małych grupkach zawierających także kastraty, młodzież i koty innych ras. Australijskie kotki są wspaniałymi i opiekuńczymi matkami.